# Bławatnik śliwogardły
Bławatnik śliwogardły (Cotinga maynana) – gatunek małego ptaka z rodziny bławatnikowatych (Cotingidae), zamieszkujący zachodnią i środkową Amazonię. Nie wyróżnia się podgatunków. Nie jest zagrożony.
WyglądŚredniej wielkości krępy bławatnik o żółtych oczach. Samiec – turkusowoniebieski z czarnymi lotkami I rzędu i spodem ogona. Na gardle widnieje ciemnopurpurowa plama, wyglądająca z daleka jak zupełnie czarna. Samica – szarawobrązowa, jasnopłowo łuskowana. Pokrywy podskrzydłowe i podogonie cynamonowe.
RozmiaryDługość ciała 19–19,5 cm; masa ciała średnio 69 g.
Występowanie, biotopZachodnia i środkowa Amazonia – południowa Kolumbia, wschodni Ekwador, wschodnie Peru, zachodnia Brazylia i północna Boliwia. Występuje w nizinnych lasach i zadrzewieniach.
ZachowanieCzatuje wysoko na gałęziach. Zazwyczaj spotykany pojedynczo, lecz na owocujących drzewach może zebrać się kilka osobników. Owoce zrywa z krótkiego lotu, po zjedzeniu spokojnie siedzi na gałęzi. Milczy; podczas prostoliniowego lotu wyraźnie słychać furkot skrzydeł.
StatusMiędzynarodowa Unia Ochrony Przyrody (IUCN) uznaje bławatnika śliwogardłego za gatunek najmniejszej troski (LC – least concern) nieprzerwanie od 1988 roku. Liczebność populacji nie została oszacowana; w 1996 roku ptak ten opisany został jako dość pospolity. Trend liczebności populacji uznaje się za spadkowy ze względu na wylesianie Amazonii.